# Clube Recreativo e Desportivo de Cabeça Gorda
Clube Recreativo e  Desportivo de Cabeça Gorda é um clube com sede na freguesia de Cabeça Gorda, concelho de Beja, foi fundado em 1976. Disputa os seus jogos caseiros no Estádio José Agostinho de Matos que tem uma capacidade para 1000 espectadores. 
Este clube disputou na época de 2005-2006 a 1º divisão da Associação de Futebol de Beja, mas já disputou a 3º divisão nacional há alguns anos.